# Lafauche
Lafauche település Franciaországban, Haute-Marne megyében. Lakosainak száma 74 fő (2022. január 1.). Lafauche Aillianville, Liffol-le-Petit és Prez-sous-Lafauche községekkel határos.

## Népesség
A település népességének változása:
| Lakosok száma | 104  | 89   | 98   | 90   | 88   | 81   | 77   | 75   | 75   | 74   |
|               | 1968 | 1982 | 1990 | 2006 | 2013 | 2015 | 2017 | 2019 | 2020 | 2022 |